# Helen Caldwell
Helen Caldwell foi uma crítica, escritora e professora estadunidense com tendência brasilianista. Foi autora da primeira tradução em língua inglesa do romance Dom Casmurro, publicada em 1953. É profundamente reverenciada e lembrada por diversos tratados e escritores brasileiros, que enaltecem o seu trabalho. Certa vez Otto Lara Resende afirmou:
"A professora americana Helen Caldwell, que fez um trabalho muito interessante e importante sobre Machado de Assis nos anos 50. Ela não somente traduziu Dom Casmurro, mas também escreveu um livro com o título, apresentando uma explicação, uma análise do livro, que hoje, acho, é muito bem-aceito pelos críticos, mas naquela época era bastante inusitado".
O grande mérito de Caldwell foi inverter a leitura que se costumava fazer da obra de Machado. Até a sua intervenção, imputava-se a culpa à Capitu; Caldwell, entretanto, pôs Bentinho no banco dos réus.

## Obras
- The Brazilian Othelo of Machado de Assis. [S.l.]: University of California Press Berkeley. 1960.
- Machado de Assis: The Brazilian Master and His Novels

### Versões em português
- O Otelo Brasileiro de Machado de Assis. [S.l.]: Ateliê Editorial. 2008. ISBN 9788574800936